# Victor Neagu
Victor Neagu este un fost senator român în legislatura 1992-1996 ales în Sectorul Agricol Ilfov pe listele partidului PDAR și fost deputat în legislaturile 1996-2000 și 2000-2004.
Născut la 14 noiembrie 1938, Soroca, Republica Moldova
Studii; titluri științifice
Liceul nr. 2 "Frații Buzești", Craiova 1955
Institutul Agronomic, Facultatea de mecanizare a agriculturii, Craiova, 1961
Institutul Politehnic București, inginer - economist, 1970
Doctor în științe tehnice, 1979
Învățământ post universitar în limba franceză, 1972
Profesor universitar, atestat cercetător principal gradul I la Centrul Național pentru încercarea și testarea tractoarelor și mașinilor agricole din cadrul Academiei de Științe Agricole și Silvice;
Perfecționare în cadrul programului ROM - PNUD, în probleme de management, Franța 1989 - 1992;
Membru al Academiei de Științe Agricole și Silvice, secția Economică
Membru ICEO (Institutul de cooperare cu Europa orientală) Montpellier, 1989
Membru al Comisiei Naționale de Terotehnică
Profesor asociat la Universitatea Ecologică, Facultatea de Management și Economie Agrară, Universitatea Ecologică.
Activitate profesională
inginer;
1960 - 1962 - asistent universitar;
1962 - 1964 - ing. Șef SMA Măxineni, Brăila;
1964 - 1968 - director, SMA Viziru, Brăila;
1968 - 1970 - Ing. Șef Trustul județean Brăila;
1970 - 1977 - expert instructor la Centrul de perfecționare a personalului din mecanizarea agriculturii, Ștefănești - Ilfov;
1978 - 2000 - director la Centrul de perfecționare a personalului din mecanizarea agriculturii, Ștefănești - Ilfov.
Activitate politică
PSD;
1994 - 1996, vicepreședinte PSD;
1996 - 1997, secretar al Bex. PSD;
1996 - prezent, membru în Consiliul Național PSD;
1994 - 1999, președinte al Forumului Național al Agricultorilor PSD.
1999 - prezent, vicepreședinte al Forumului Național al Agricultorilor PSD.
Activitate parlamentară
În legislatura 1992-1996, Victor Neagu a fost senator ales pe listele PDAR. Victor Neagu a fost vicepreședinte și președinte al Comisiei pentru agricultură, industrie alimentară și silvicultură;
În legislatura 1996-2000, Victor Neagu a fost ales deputat pe listele PDSR. În cadrul activității sale parlamentare, Victor Neagu a fost secretar al Comisiei pentru agricultură, silvicultură, industrie alimentară și servicii specifice. În legislatura 1996-2000, Victor Neagu a fost membru în grupul parlamentar de prietenie cu Republica Federativă a Brazilei. Victor Neagu a inițiat 9 propuneri legislative din care 2 au fost promulgate legi;
În legislatura 2000-2004, Victor Neagu a ales deputat pe listele PDSR și a fost secretar al Comisiei pentru agricultură, silvicultură, industrie alimentară și servicii specifice. În cadrul activității sale parlamentare în legislatura 2000-2004, Victor Neagu a fost membru în grupurile parlamentare de prietenie cu Regatul Suediei și Statul Kuwait. Victor Neagu a inițiat 17 propuneri legislative din care 7 au fost promulgate legi
Cărți și lucrări de specialitate publicate
41 lucrări științifice și economice publicate (broșuri, articole, autor unic, coautor);
9 lucrări de cercetare (autor și coautor);
10 invenții, inovații și raționalizări aplicate în producție;
6 scenarii filme tehnice, realizate la cererea Ministerului Agriculturii;
Participare la seminarii, dezbateri, mese rotunde având ca temă: piața de capital, managementul financiar, oportunități pentru noi investiții de capital la un profit ridicat.